# Кацев Володимир Зелікович
Володимир Зеліковіч Кацев (7 вересня 1929 року , Кременчук, Українська РСР - 10 грудня 2013 року, Алма-Ата, Казахстан) - радянський і казахстанський архітектор.

## Біографія
Народився 7 вересня 1929 року в Кременчуці Полтавської області Української РСР  . 
Після початку Німецько-радянської війни був евакуйований разом з родиною на Урал. 
З 5-го по 9-й клас навчався в ізостудії М. М. Лошакова в Челябінську. 
У 1953 році закінчив архітектурний факультет Харківського інженерно-будівельного інституту (нині Харківський національний університет будівництва та архітектури), а в 1963 році - аспірантуру при Академії архітектури (нині Російська академія архітектури і будівельних наук) в Москві .
Після закінчення інституту отримав направлення в Магнітогорськ, де працював архітектором в проектному інституті. 
У 1959 році був відряджений до Держбуду Казахської РСР. У тому ж році - головний архітектор Державного проектного інституту «Казгорстройпроект». 
З 1964 року - член правління Спілки архітекторів Казахської РСР. 
З 1967 року - головний архітектор, керівник майстерні № 5 ДПІ «Алмаатагіпрогор». З 1989 року - головний архітектор проектів архфонду Союзу архітекторів Казахстану  .
Був членом секції образотворчого мистецтва і архітектури Комісії з Державних премій Казахстану в галузі літератури, мистецтва і архітектури при Уряді Казахстану .
У 2010 році став головою Алматинского міської філії Спілки архітекторів Республіки Казахстан .
Помер 10 грудня 2013 року після тривалої хвороби .

## Роботи

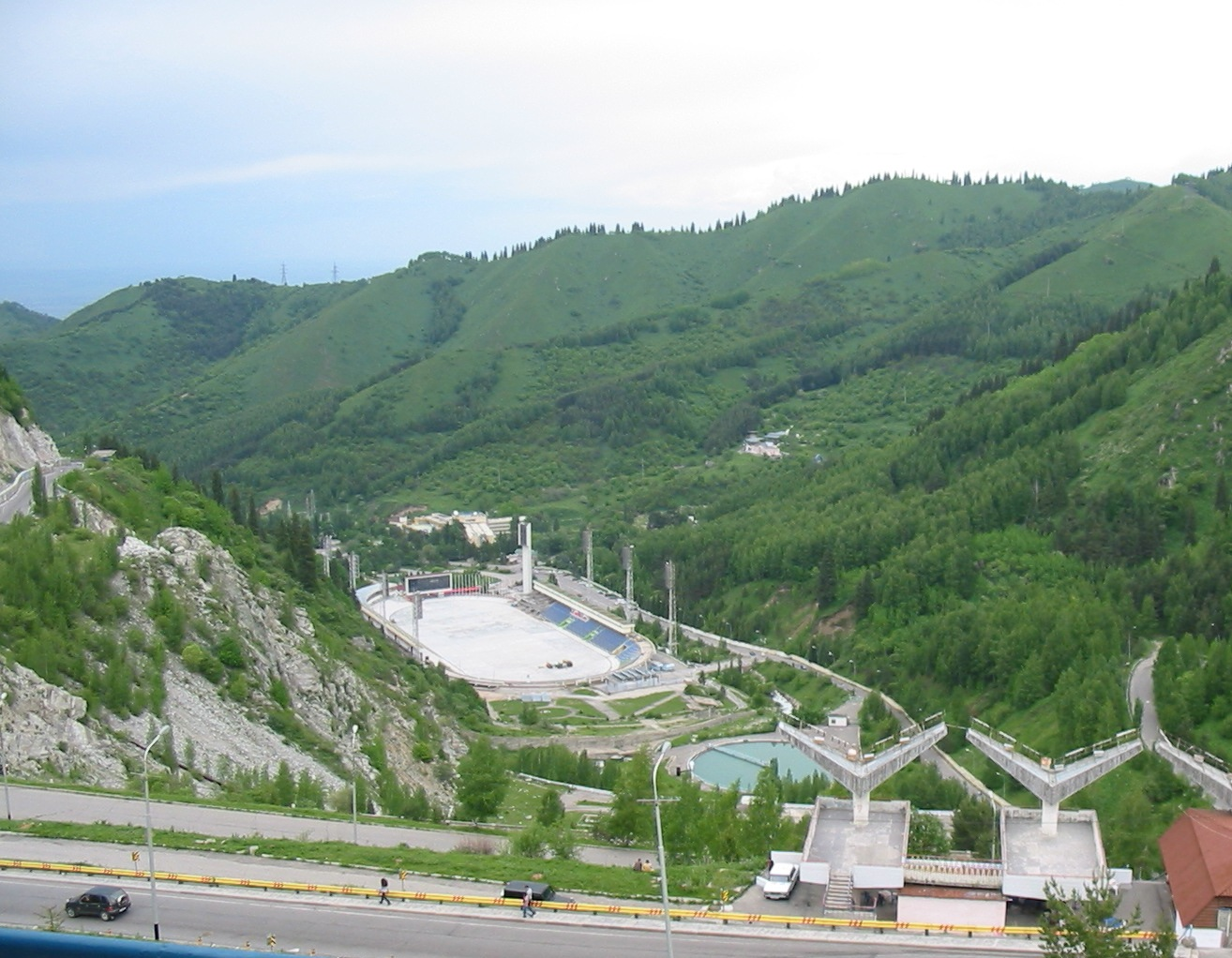
Високогірний комплекс Медеу - одна з робіт архітектора Кацева

Володимир Кацев - автор і головний архітектор наступних будівельних проектів, реалізованих в Алма-Аті :
- Пансіонат, плавальний басейн і спортивний зал гірськолижної бази Чимбулак (1961 рік).
- Палац спорту і культури імені Балуана Шолака (1967 рік).
- Високогірний спортивний комплекс «Медеу» (1972).
- Будівля Алма-Атинської цирку (1972 рік).
- Фонтан «Східний календар» біля будівлі Академії наук РК (1979 рік, художники В. Твердохлебов, А. Татаринов).
- Будівля Алма-Атинської міського акімату (спочатку Алма-Атинської міськвиконкому) (1980 рік).

Інші значущі роботи  :
- Рельєф на фронтоні театру юного глядача (нині Казахський державний академічний театр для дітей та юнацтва імені Г. Мусрепова ) в Алма-Аті (1963 рік, художники Євген Сидоркин, О. Богомолов).
- Фонтан «Семиріччі» на розі проспекту Абая і вулиці Тулебаева (Алма-Ата).

Роботи Кацева неодноразово були представлені на республіканських і зарубіжних художніх виставках , а також на 8 персональних виставках .

## Нагороди
- Державна премія СРСР (за проект спортивного комплексу «Медеу» [1], 1975 рік ).
- Орден «Курмет» (1999 рік).
- Золота медаль Союзу архітекторів Республіки Казахстан (1999 рік).
- Медаль «Ветеран праці» (Казахстан) [2] .

## Родина
- Дружина - Доротея Георгіївна Мартьянова (1933 р н.).
  - Дочка -  Тетяна Кацева (1959 р. н.), вчитель фізики.
    - Онук - Георгій Кацев (1988 р. н.), Музикант, IT-фахівець.

  - Дочка - Маріанна Покровська(1966 р. н.), Актриса Державного академічного російського театру драми ім. М. Ю. Лермонтова [5].
    - Онук - Семен Шемес (1994 р. н.), Актор [6].

## Вшанування пам'яті
У серпні 2018 року на честь Кацева названа вулиця в Бостандикскому районі міста Алмати .